# Pietro Pattarini
Pietro Pattarini (Imola, XIII secolo – Firenze, 5 ottobre 1320) è stato un giurista italiano, venerato come beato dalla Chiesa cattolica.

## Biografia
Nacque da Giacomo di Antonio Pattarini, signore di Linaro (castrum alle porte di Imola), in una famiglia appartenente alla fazione dominante in città, quella dei ghibellini.
Pietro fu un celebre giureconsulto: nel 1289 ricoprì la carica di magistrato del Comune imolese; nel 1299 prese parte alle trattative di pace tra guelfi e ghibellini della Romagna.
Nel 1311, quando Imola fu conquistata dai guelfi, fu costretto a lasciare la città e si trasferì a Firenze. Qui cominciò la seconda parte della sua vita, tutta dedicata al prossimo. Si dedicò ad opere di carità e all'assistenza dei bisognosi. Entrò a far parte dell'Ordine Gerosolimitano dei Cavalieri Ospitalieri. Proseguì la sua opera a Roma. Nella città eterna ottenne la nomina a gran priore dell'Ordine medesimo.
Successivamente ritornò nel capoluogo toscano, dove trascorse il resto della sua vita. Visse vicino agli infermi e agli ammalati nell'ospedale di San Jacopo in Campo Corbolini.
Morì a Firenze il 5 ottobre 1320. Fu sepolto nella chiesa di San Jacopo.
La Chiesa fiorentina lo ritenne degno degli onori dell'altare a seguito della fama di miracoli.